# Arboriduc
Cet article possède un paronyme, voir Flûme.
Pour les articles homonymes, voir Flume (homonymie).

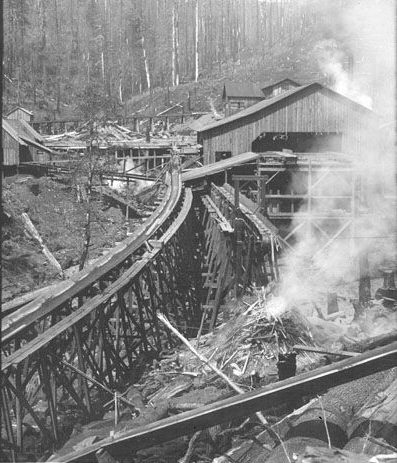
Une scierie avec un canal de flottage dans la chaîne des Cascades aux États-Unis.

Une glissoire hydraulique, ou dalle humide ou arboriduc (en anglais : flume) est une conduite d'eau en bois, utilisée autrefois pour transporter, par flottaison, les grumes du lieu d'abattage à la scierie à travers les abîmes et les pentes escarpées des montagnes. On peut les appeler aussi canal de flottage, quoique l'expression désigne également des canaux de plaines utilisés pour le flottage.
L'utilisation d'arboriducs a facilité le transport rapide et bon marché des grumes et a ainsi éliminé le besoin de voitures tirées par des chevaux ou des bœufs sur les dangereux sentiers de montagne, plus tard la construction de dangereuses routes de montagnes pour les camions grumiers. 
Avec l'avènement du transport mécanisé, en particulier le débardage par câble et les véhicules de transport tout-terrain, l'importance de cette forme de transport pour la foresterie a diminué. Occasionnellement, des arboriducs en tôle d'acier, d'aluminium ou de plastique sont encore utilisés en Europe, qui sont faciles à poser même en terrain difficile et effectuent des tâches de transport sur de courtes distances. 

## Témoignages anciens
Déjà à l'époque du roi Nebucadnetsar II au VIIe siècle av. J.-C. des bois ont été amenés du Liban avec l'aide d'arboriduc. Dans la mesure du possible, le transport du bois a été couplé avec les possibilités du flottage sauvage (trift) et de flottage du bois .

## Amérique du Nord, la flume

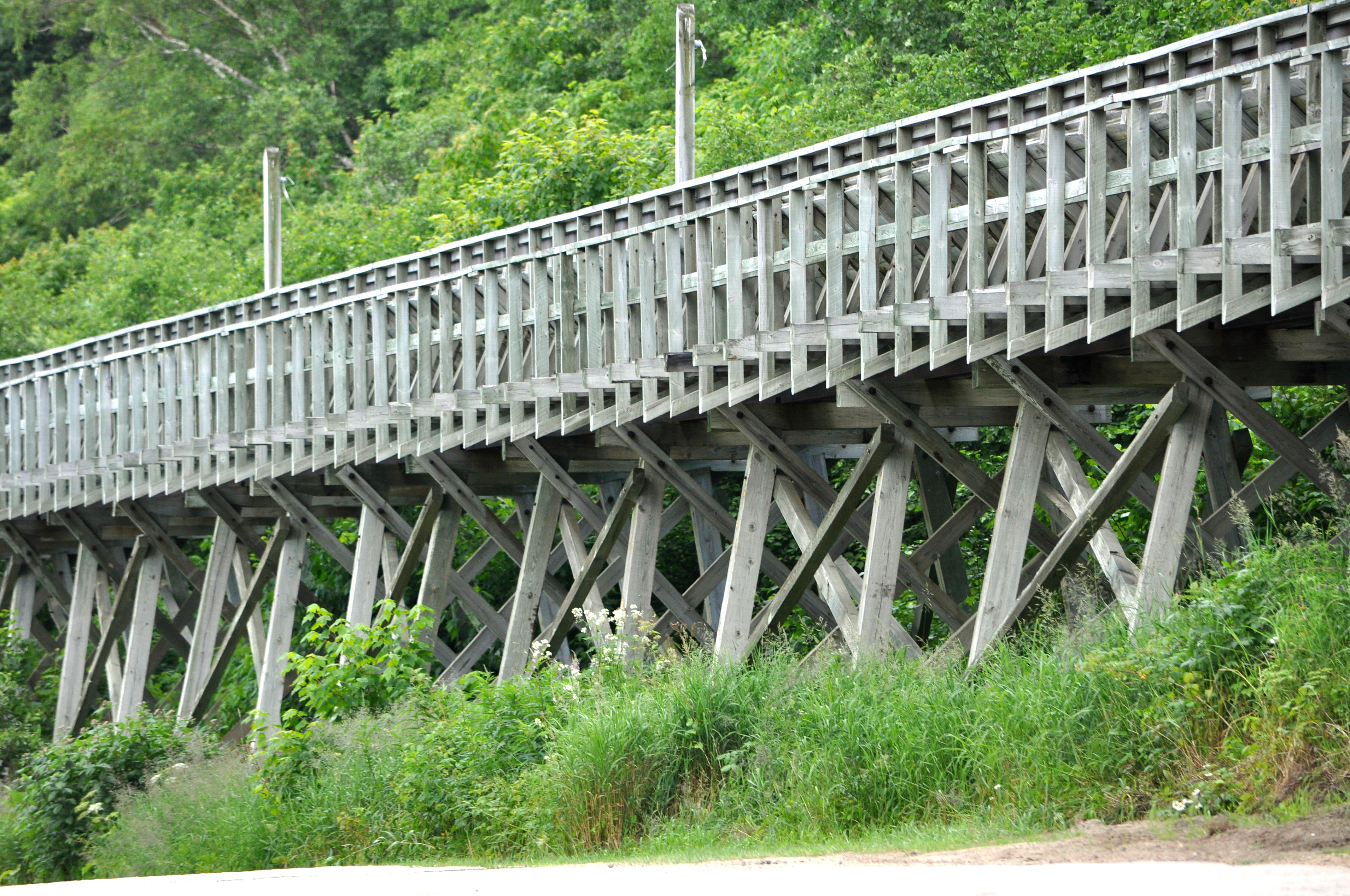
Arboriduc de Forestville.

Des « flumes » ou « arboriducs » étaient souvent utilisés au Canada pour transporter la pitoune et aussi dans l'ouest des États-Unis, à la fin du XIXe siècle.
Les premières flumes étaient des chutes carrées sujettes à bourrages, susceptibles de causer des dommages, et nécessitant un entretien constant. En 1868, James W. Haines construisit pour la première fois des flumes en forme de «V», qui permettaient à une bille coincée de se libérer, lorsque la montée du niveau de l'eau dans le canal la faisait monter. Ces canaux efficaces se composaient de deux planches de 2 pieds (0,6096 m) de  large, jointes perpendiculairement, et est devenu d'usage courant dans l'ouest des États-Unis à la fin du XIXe siècle. 
Le plus long canal à grumes était le réputé flume herders à Sanger, en Californie. Construit en 1890 par la Kings River Lumber Company (en) , il s'étendait sur plus de 62 milles (99,8 km)  de la Sierra Nevada au parc à bois et au dépôt ferroviaire de Sanger. Associé à un approvisionnement constant en eau d'un réservoir voisin, le canal a permis le transport efficace de planches de bois sur des gorges profondes et des falaises et a ainsi ouvert la zone maintenant connue sous le nom de forêt nationale de Sequoia, pour la coupe à blanc des forêts de séquoias géants. Le bon fonctionnement était assuré par des « flume herders » qui, à divers endroits le long du canal, contrôlaient l'écoulement du bois et de l'eau. 
À l'occasion, en dépit d'être extrêmement dangereux, les flume herders et d'autres, descendaient le canal dans de petites embarcations ou des bateaux, soit pour l'inspection ou pour des sensations fortes. Ces manèges étaient le précurseur des attractions modernes en forme de buche,. 
Les Timber slide (en), semblable aux flumes, mais utilisée sur les rivières pour contourner les rapides et les chutes. 
Un arboriduc subsiste à Forestville de la compagnie Anglo Canadien Pulp and Paper Milles ltd; entre lac Comeau et Baie-Comeau un arboriduc est construit début XXe siècle. À Heppell, Brown Paper Mills s’installe à l’embouchure du ruisseau Matalik, et y érige un moulin à bois, un barrage et un arboriduc qui traverse la rivière Matapédia.

## En Allemagne, le Riese
Riese ou Holzriese est le nom en allemand pour l'arboriduc littéralement un « géant de bois ». Autrefois, les Riesen étaient un moyen important de transport pour de grandes quantités de bois, à partir de terrains difficiles d'accès. La construction des Riesen consommait souvent un tiers du bois abattu. La construction n'avait de sens que si de grandes quantités de bois étaient abattues. Les pentes raides pouvaient avoir une pente allant jusqu'à 40%. 

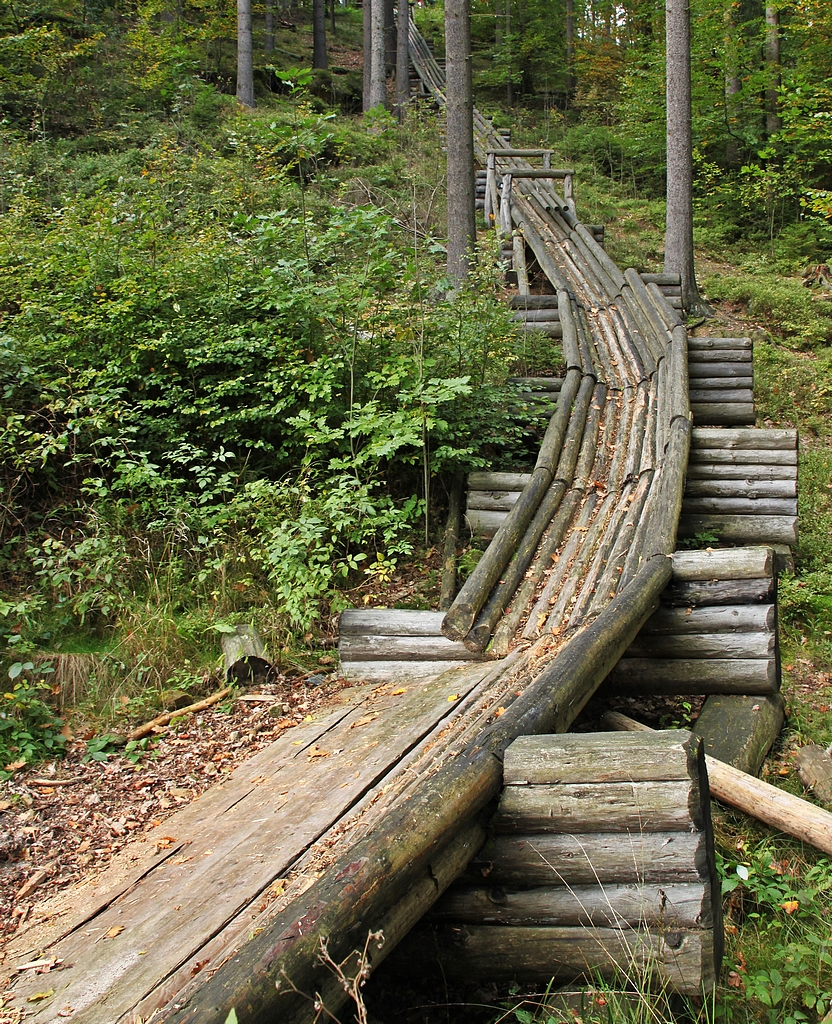
Réplique d'un Holzriese (Husche) dans le centre d'aventure de la forêt Waldhusche à Hinterhermsdorf.

Les Riesen représentaient un progrès technique sur les « Treibens », dans lequel les billes pouvaient glisser sur les pentes jusqu'à la vallée, et le « Loite » (également « Luite » ou « Erdgefährte »), dans lequel le glissement du bois avait déjà été amélioré par différentes mesures techniques.  
D'autres noms et formes de Riesen étaient utilisés localement. En Forêt-Noire, le terme Riesbahn a également été utilisé, dans le Wurtemberg probablement Rutsche (d'après le nom d'un rocher Bad Urach). D'autres noms ont été également utilisés: « Husche », « Laaße » ou « Ploße ». Le nom des Monts des Géants (« Riesengebirges ») est selon certaines sources attribué à cette construction. 
Selon la nature du terrain et les conditions locales, il y avait aussi des Riesen de la terre ou des chemins (« Erd-Riesen » ou « Weg-Riesen »). Dans le cas des Erd-Riesen, des gouttières peu profondes ont été utilisées pour obtenir des glissières pour le bois. Soit les gouttières étaient préexistantes ou elles ont été développées en conséquence, soit des gouttières artificielles ont été créées. Ces Erd-Riesen étaient utilisés presque exclusivement pour transporter des grumes. Les Erd-Riesen avaient la forme élargie d'un chemin forestier, les bords des chemins ont été conçus avec des constructions en bois de manière que les immenses grumes ne puissent glisser au bas du chemin. 
Le Holz-Riesen classique était en bois, et sa construction exigeait des compétences techniques élevées. Environ cinq à douze bois ronds étaient assemblés pour former canal, portés par un « Joch » (un joug, pile ou appui). À l'extrémité supérieure se trouvait le « Riesmund» (de l'allemand : mund, jeter), dans lequel le bois était introduit, et à l'extrémité inférieure de la vallée, le « Rieswurf » (de l'allemand : werfen, jeter), qui jetait le bois directement dans l'eau ou le relâchait dans un point de collecte. En fonction de l'inclinaison, des vitesses de transport élevées étaient atteintes, ce qui rendait le commerce des « Holzriesers » dangereux. La construction et le routage devaient répondre aux exigences les plus élevées. Avec l'aide de hauts « Joche », de hauts appuis, les accidents de terrain pouvaient également être surmontées. Ici aussi, le bois devait glisser indépendamment, mais d'un autre côté, il n'était pas permis que les bois se déplace trop rapidement. Des aides ou des obstacles au glissement utilisant de l'eau ou de l'huile pour l'accélération ou, d'autre part, du sable pour le freinage, ont eu une efficacité limitée. Même l'installation de «Wölfen», morceaux de bois suspendus par le haut dans la gouttière géante, n'a ralenti le bois que dans une mesure limitée. 
Les « Rieshirten » complétaient les Holzriese. 
La réplique d'un Holzriese peut être vue aujourd'hui, par exemple à Erlebnisareal. Aussi dans la zone d'aventure «Waldhusche» à Hinterhermsdorf (de), qui porte le nom de «Husche»,. 
L'expression « Seilriese » désigne débardage par câble,.

## Du travail au loisir
Le concept est aujourd'hui repris par les parcs d'attractions et autres fêtes foraines.

## Canaux de flottage
Le canal du Nivernais en France, comme le canal de Saimaa en Russie sont des canaux de flottage de plaine, s'apparentant à des canaux classiques.